# Acide 5-hydroxyindolacétique
L'acide 5-hydroxyindolacétique ou (en) 5-HIAA est un métabolite urinaire de la sérotonine.
Libéré dans certaines tumeurs (comme les tumeurs carcinoïdes du tube digestif, dont il est un critère de diagnostic), c'est un agent vasoactif.